# (84922) 2003 VS2
(84922) 2003 VS2 ali  (84922) 2002 VS2 je  čezneptunski asteroid v resonanci 2 : 3 z Neptunom. Spada v skupino plutinov.

Asteroid dvakrat obkroži Sonce v času, ko Neptun naredi tri obkroženja. 
Odkrili so ga 14. novembra 2003 v okviru programa NEAT (Near Earth Asteroid Tracking).